# 付出
付出（つけだし）とは、大相撲において学生・アマチュア時代に優秀な成績を収めた力士の地位を優遇する制度である。附出、付け出しとも表記する。
2024年11月現在、幕下最下位格付出と、三段目最下位格付出の2種類が存在する。付出となった力士の名は、付け出された場所の番付には載らず、幕下・三段目で相撲を取り、その本場所の成績によって翌場所の地位が決められ正式に番付に記載される。

## 対象者（現行制度）
現行では義務教育を終了（中学卒業見込みを含む）した25歳未満（付出資格申請日時点）の男子のうち、次の基準を満たした者に付出が認められる。なお、付出が認められた者は体格が不問とされ、新弟子検査の体格検査が免除される。期限はいずれも所定の成績を修めた日から1年間であるが、資格取得時点で24歳の場合は25歳の誕生日を迎えるまで(事実上は25歳の誕生日を迎える直前の本場所における新弟子検査申込締切日まで)となる。
| 大会名                               | 開催時期  | 幕下最下位格付出    | 三段目最下位格付出                       |
| ------------------------------------ | --------- | ------------------- | ---------------------------------------- |
| 全国高等学校総合体育大会相撲競技大会 | 7月-8月   | （なし）            | 個人無差別級4強以上                      |
| 国民スポーツ大会相撲競技             | 9月-10月  | 成年の部個人8強以上 | 成年の部個人16強以上 少年の部個人4強以上 |
| 全国学生相撲選手権大会               | 11月      | 個人8強以上         | 個人16強以上                             |
| 全日本相撲選手権大会                 | 11月-12月 | 8強以上             | 16強以上                                 |

## 制度の変遷

### 1966年5月以前
付け出しの制度は大正以前から存在し、その実力に応じて各段の番付上に付け出された。幕下のみに付け出されるようになったのは昭和に入ってからのことであり、非常に実力のある力士の場合、幕内付出にされる場合もあった（由良ノ海楫五郎など）。明治から大正にかけて大坂相撲が存在していた頃には、さまざまな事情で大坂相撲から東京相撲へ移籍するケースも多く、その際には幕内をはじめ、実力相応の地位に付け出されることもあった。1960年（昭和35年）の大塚（豊國）範以降、大学を卒業したものは幕下に付け出すという慣例ができた。付け出される枚数は師匠の推薦によって認められたためその都度異なり、内田（豊山）勝男は10枚目格で付け出された。
なお幕下付出力士が2点以上負け越すと三段目を飛び越して序二段へ、全敗した場合序ノ口まで下げる規定が存在し、1966年3月場所に幕下50枚目格（当時は幕下は100枚）で初土俵を踏んだ山田（山田山）修身は2勝5敗と負け越したため翌5月場所は東序二段50枚目まで下げられた（その場所は7戦全勝で優勝）。

### 1966年5月 - 2000年（平成12年）9月
山田山のケースをきっかけに、1966年（昭和41年）5月から幕下最下位格付出に固定された。編成上は最下位の枚数（2015年現在は60枚目）と同列に扱われ、負け越しても序二段（あるいは序ノ口）ではなく成績通りに三段目に陥落するよう改められた。実際、野村双一（出羽の花義貴）のように一度は跳ね返されてしまう力士や十両昇進を果たせなかった力士もいた。2場所連続で全勝、またはそれに近い成績を挙げれば2場所で十両に昇進できる。この期間内に2場所で十両昇進を果たした力士としては輪島博（大士）、長岡末弘（朝潮太郎）、尾曽武人（武双山正士）、竹内雅人（雅山哲士）の4人が知られる。
当初は大学相撲の体重別で上位入賞の経験があれば、卒業するとほぼ無条件で幕下最下位格に付け出され、1992年（平成4年）3月場所には成松（智ノ花）伸哉が27歳で幕下付出で初土俵を踏み、妻子持ちで教職を辞しての初土俵が話題となるなど年齢制限も設けられていなかったが、同年には秋本（大凰）紀久が初土俵から3場所連続で負け越すなど付出力士の資質が問題となったため、5月場所中の理事会において「申請から直前の2ヶ年において全日本選手権ベスト16以上、学生選手権、実業団選手権、国体成年Aのいずれかに優勝、または3位以内が2回」に基準を厳格化した上、力士志望者の年齢も「義務教育を終了した20歳未満・幕下付出申請可能な年齢を25歳未満」とすることが決定、さらに6月6日の理事会では対象大会に東日本学生選手権、西日本学生選手権が加えられた。しかし12月25日の理事会で両大会が再び対象から除外されると同時に付出申請可能な年齢の下限が「高校卒業の者を除く満20歳以上」と設けられ（付出を除く力士志望者の年齢は23歳未満と緩和）、1993年（平成5年）1月から適用された。
1993年3月以降で、学生相撲出身ながらも資格が得られず前相撲から取った力士では、堤内（北勝光）康仁が初めて十両に昇進し、さらに谷地（栃乃花）仁が入幕を果たし三役まで昇進するなど活躍した。そのことで下積みの重要性が再認識され、時津風理事長（元・豊山勝男）によって、基準が厳格化されるきっかけとなった。

### 2000年9月- 2023年（令和5年）9月
2000年（平成12年）9月から基準がさらに厳格化され、全日本相撲選手権、全国学生選手権、全日本実業団選手権、国体（成年）のいずれかで優勝した場合は幕下15枚目格付出、全日本選手権と他のいずれかの大会で優勝した場合は幕下10枚目格付出と定められた。これにより、タイトル獲得者以外が幕下付出資格を得ることはできなくなった一方で、付け出される枚数は従前より上位の幕下10枚目格付出と幕下15枚目格付出に改められた。幕下15枚目以内で全勝した場合は十両昇進の対象とする内規があるため、これにより最短1場所で関取になることが可能となった。時津風も新基準を「15枚目格」とした根拠としてこの利点を挙げていた。当初はタイトルを取った当年度限り有効とされていたが、新制度適用第1号の垣添徹が資格取得後の怪我で初土俵が遅れたため、2002年2月19日の理事会で優勝の日から1年間と有効期間が改められた。さらに同日の理事会では年齢の下限を20歳以上から現行の規定となる義務教育終了見込みとし、高校生以下にも全日本相撲選手権の成績による付出資格が認められるようになった。
2015年（平成27年）には、幕下付出より一段落とした三段目付出の制度が創設され、2015年度以降の全日本選手権、実業団選手権、国体成年の部のいずれかで8強以上に進出した場合に三段目100枚目格付出の資格が与えられることになった。同年12月18日の理事会で、三段目付出の資格を持っている場合は体格不問とされることになった。2016年度以降は全国学生選手権で8強以上に進出した場合も三段目100枚目格付出の資格が与えられることになった。2022年（令和4年）5月場所以降は90枚目格付出とされたが、これは三段目の定員が東西100枚（200人）から東西90枚（180人）に削減されたことに伴うもので、三段目の最下位格という点は変わらない。
2020年10月29日以降は、新型コロナウイルス感染拡大の影響を考慮して、当面の間は付出資格の有効期限が2年間に拡大されることになった。この措置は同時点で既に保持していた資格にも適用され、2021年9月30日には2019年全日本相撲選手権4強の勝呂（藤健勝）歩紀の三段目付出が承認された。この期限延長措置は2023年3月30日付で廃止された。
2023年11月場所までで、幕下15枚目格付出力士は22人、10枚目格付出力士は4人。三段目最下位格付出は2015年の制度創設から2023年の制度改定前までで15人。市原（清瀬海）孝行がアマチュア横綱に加え国体成年Aに優勝し、初めて幕下10枚目格付出の資格を得て2007年1月場所に初土俵を踏んだ。黒川宏次朗（拓殖大学職員、現拓殖大学相撲部コーチ）は、社会人1年目の2018年に実業団横綱とアマチュア横綱の2冠を獲得し幕下10枚目格付出資格を取得したが、大相撲入りしない意思を表明し、資格行使の最終期限である2019年11月場所までに新弟子検査を受検しなかったため10枚目格付出資格を取得しながら行使しなかった唯一の事例となった。付出資格の有効期限が1年間から2年間に拡大されていた2020年10月から2023年3月までは、アマチュア横綱とその他のタイトルを異なる年度において獲得した場合でも幕下10枚目格付出の対象とされた。2023年9月場所の新弟子検査を受検し、同11月場所に幕下15枚目格付出で初土俵を踏んだ阿武剋一弘（2022年度学生横綱）が最後の適用者となった。
2006年（平成18年）に実業団横綱となった石前辰徳（鳥取県体育協会）は幕下付出を申請したが、資格取得時（2006年9月）は24歳であったものの2007年（平成19年）1月場所の新弟子検査時に25歳となるため（1981年12月1日生まれ）、年齢制限により入門と付出が承認されず、角界入りを断念した。
制度上は幕下付出から1場所での十両昇進も起こり得たが（幕下10、15枚目格付出からの7戦全勝が該当）、この規定になった2000年以降、2023年現在まで1場所で十両昇進した力士は2023年1月場所で落合（伯桜鵬）哲也が15枚目格で7戦全勝し、翌3月場所の新十両を決めた1回のみ。2場所で十両に昇進した力士としては成田（豪風）旭、内田（普天王）水、遠藤聖大、逸ノ城駿、御嶽海久司、矢後太規、大の里泰輝の7人がいる（遠藤、御嶽海、大の里は10枚目格付出）。
一方で、2004年（平成6年）1月場所初土俵の大西（嘉風）雅継は、日本体育大学3年次に付出資格であるアマチュア横綱のタイトルを獲得しながら卒業を優先したため資格が失効し、4年次に3大タイトルを獲得できなかったため前相撲からのデビューとなり、「タイトルホルダー初の前相撲デビュー」として注目された。2015年（平成27年）3月場所初土俵の大輝明道（北勝富士大輝）は、日本体育大学2年次に学生横綱、3年次に国体横綱と付出資格を2度得ながら、4年次に3大タイトルを獲得できず前相撲デビューに。その他、学生横綱では佐久間山（常幸龍）貴之（日本大学2年次にタイトル獲得。2011年（平成23年）5月技量審査場所初土俵）、正代直也（東京農業大学2年次にタイトル獲得。2014年（平成26年）3月場所初土俵）が前相撲から、菅野（栃武蔵）陽太（中央大学2年次にタイトル獲得。2021年（令和3年）3月場所初土俵）が三段目最下位格付出でデビューしている。

### 2023年9月 -
2023年9月28日の理事会で、幕下10枚目格付出と幕下15枚目格付出を廃止し、幕下付出の力士は全て最下位格とすることを決定した。幕下付出の対象自体は拡大し、実業団選手権は対象から外れたものの、その他の3大会（全日本選手権、全国学生選手権、国体成年の部）では8強以上に進出した場合は幕下付出とされることになった。この制度改正により、先述の落合（伯桜鵬）のような「幕下付出から1場所で十両（関取）昇進」という事例が事実上起こり得なくなった。幕下付出の地位自体が一律最下位格となった点に関しては、1966年（昭和41年）5月からから2000年（平成12年）9月までの制度に逆戻りしたということもできるが、幕下付出の対象はその時代とは異なっている。三段目付出制度は対象者を変えて存続し、全日本選手権、全国学生選手権、国体成年の部のいずれかで16強以上に進出した場合と、高校総体、国体少年の部のいずれかで4強以上に進出した場合に、三段目最下位（90枚目）格付出の資格が与えられることになった。制度変更前に行われた全国高校総体で個人3位となり、制度変更に伴い付出資格を取得していた長谷川力響（五所川原農林高…安響として初土俵）が同年11月場所の新弟子検査を受検したが、行使を拒否し前相撲からの初土俵となった。旧制度時代を含め、付出資格を放棄しての入門は初とみられる。2023年11月30日の理事会では、高校総体のうち体重別80kg級、100kg級を対象外とすることを決定し、即日施行した。2023年9月場所後の理事会以降の幕下最下位格付出の実例は、2024年（令和6年）3月場所で初土俵を踏んだ松井奏凪人が最初のケースとなった。また前述した安響以外の高校3年生の付出資格取得者はいずれも大学進学を表明したため、高卒での付出資格行使者は現れなかった。
2024年11月28日、理事会で2024年度国スポ少年4位の斎藤忠剛（埼玉栄高…碇潟として初土俵）の三段目最下位格付出が承認され、2023年の制度改定後初めて高校生が付出資格を行使することになった。同日、三段目の枚数削減も発表されたため、2025年1月場所以降の三段目最下位格付出は80枚目格となる。
2025年2月21日、理事会で2024年度全日本選手権8強の福崎真逢輝（樟南高）の幕下最下位格付出が承認され、2023年の制度改定後初めて高校生が幕下付出資格を行使することになった。
2025年5月場所で初土俵を踏んだ行徳康祐は、相撲部の存在する拓殖大学に進学も大学相撲部には所属せず、母校の足立新田高でコーチを行いながら4年在学中の2024年10月に国民スポーツ大会で個人3位となったことで幕下付出資格を得たとして話題となった。

## 問題点
日本相撲協会が幕下付出基準を厳格化したのは、下積みの重要性とともに、鳴り物入りで大学卒業後デビューした久島海啓太や琴光喜啓司よりも、タイトル獲得後すぐ大学を中退した武双山が一気に番付を駆け上がったことから、真に実力のある者はすぐに関取に昇進できるように優遇し、その他には付け出しを認めないことで、年齢の若いうちにプロデビューさせるいわゆる「叩き上げ力士」の増加も狙ってのことだが、学生相撲出身等の実力者が前相撲でデビューすると序ノ口や序二段の優勝を含めた成績上位者を占めることが多いため、「学生相撲経験者の方が有利」という状況はくつがえることはなく、基準が厳格化しても、相撲協会の思惑に反して中卒の叩き上げで成長する力士は思うように増加していないのが現状である。下級生のタイトル獲得者が大学を中退して入門するケースも出ていない。資格を満たした下級生は中退を考慮することすらなく、報道でも卒業は当然のものとして扱われている。
また、見直しの契機となった栃乃花も3年時に学生選手権で3位に入るなど故障がなければ幕下付出資格を取得していた可能性が高い実力者であり、見直し以降前相撲から初土俵を踏んで関取昇進を果たした力士もほとんどが旧基準を満たしていた。大学で4年間相撲部に在籍し、実績が旧基準にも満たない力士では2007年11月場所の磋牙司洋之まで関取昇進者はいなかった。このように、基準見直し以降、数年の前相撲デビュー学生出身関取の増加は「前相撲から取った力士が下積み経験のおかげで昇進を果たした」ことよりも、「付出力士に匹敵する実力者が前相撲から取った」結果といえ、前者に該当する力士は基準改正以前を含めても大翔大豪志、古市貞秀、北勝光程度であった。しかし、2009年以降は旧基準を満たさない力士からも関取が多く出始めており、2010年3月場所で磋牙司が新入幕、2013年1月場所には松鳳山裕也が小結に昇進している。
事実上大学4年時の主要大会の成績のみでデビュー時の番付に大差がつくという基準自体も「真に実力のある者はすぐに関取に昇進でき」ているのかという意味で問題視されていた。史上最速タイの所要6場所で十両へ昇進した土佐豊祐哉、史上最速タイの十両昇進に加え史上最速の所要9場所で幕内へ昇進した常幸龍、史上2位となる初土俵から12場所で三賞を受賞した正代のような大学相撲の実力者は、少なくとも十両昇進までは前相撲デビューでもそのハンデを感じさせない。前相撲から幕内までのスピード昇進記録は上位の多くを2001年以前の幕下付出資格を満たしていた学生出身力士が占めている。一方で、付出力士の中でも学生時代にやや実力が劣ると見られていた大岩戸義之、武誠山一成、吐合明文、朝陽丸勝人らは、十両に定着あるいは昇進できず低迷した。
結局、相撲協会は2015年から前述の三段目最下位格付出を採用し、2017年1月からスポーツ経験者の年齢制限を25歳未満として、付出基準に満たないアマチュア相撲経験者の年齢制限を一律23歳未満から実質的に緩和するなど、徐々に基準緩和の方向へ舵を切ることになった。2023年には付出制度の見直しを行い、付出対象そのものを拡大することになった。
2000年代以降、若手中堅関取における学生相撲出身者の占める割合は急増し、同年代の関取のうち過半数が外国人や学生相撲出身者で占められていることも珍しくない。付け出し力士の入門先は師匠の出身大学等である程度ルートができている場合も多く、特定の部屋に学生出身力士が集まる傾向が強いが、学生相撲の古豪である日本大学相撲部出身の力士はさまざまな部屋に入門する傾向がある。超大物の場合は引退後の身の振り方まで確約される場合もあるという。

## 番付編成上・取組編成上の扱い

### 幕下付出力士の番付編成上の扱いの例
大相撲には「幕下15枚目以上で全勝優勝した者は十両に昇進する」という内規があるとされていたが、過去に存在した「幕下15枚目格付出」で初土俵を踏み、その場所で全勝優勝を果たした例が2例存在しており、内規による十両昇進に対しての是非がそれぞれ議論され、最終的に一方は幕下据え置き、一方は十両昇進と明暗を分ける結果となっている。

#### 2006年7月場所・下田の場合
2006年5月場所で幕下15枚目格付出で7戦全勝優勝した下田のケースでは、東幕下筆頭で上林（大岩戸）が5勝2敗、西筆頭の龍皇が4勝3敗で、十両から幕下に陥落する成績の力士が2名であった。1996年1月場所で西幕下筆頭で4勝3敗の琴藤本が昇進を見送られ、西2枚目で5勝2敗の彩豪、西9枚目で7戦全勝の旭天鵬が十両に昇進した例もあったことから下田が十両へ昇進する可能性も低くなかった。
この際、放駒審判部長は「昇進の権利があるが、第一優先ではない」と述べ、北の湖理事長は「東西の番付に力士はおり、付出は正位より地位が下である（同等ではない）」との見解を述べた。ただし、龍皇を優先したとしてもこの場所十両東8枚目で5勝10敗であった隆乃若を幕下に陥落させることも可能であったが、幕下15枚目格付出で全勝優勝した下田の翌場所の番付での十両昇進はならず、結果として時津風による「15枚目格」の根拠説明とは裏腹になってしまった。この際の報道により、前述の内規は正確には1977年4月の理事会で定められた「幕下15枚目以内の全勝力士は、翌場所の十両昇進の対象とする。ただし番付編成の都合による」という但し書きを伴う内容であり、必ずしも無条件での昇進を保証するものではないことが改めて明らかになった。
また、翌場所の下田の番付は西幕下3枚目で5勝2敗だった影山の東筆頭より下の西筆頭であったことから、結果として幕下15枚目格での全勝は上位での勝ち越しに劣る扱いとなった。幕下付出は「真に実力のある者はすぐに関取に昇進できるように優遇」する制度であるものの、この件により「幕下15枚目格付出は番付編成上は幕下15枚目より劣る」ことが既成事実となり、「16枚目よりは上だが15枚目よりは下、言うならば15.5枚目のような位置付けになる」ことが明確となった。ただし、審判部は先述の内規通り「番付は生き物」という見解を示しており、今後も勝敗のほか十両力士の成績および十両以上の引退力士数との兼ね合いや相撲内容などによって基準が変動することも考えられていた。
その後、下田は十両に昇進することなく、2016年3月場所限りで引退した。

#### 2023年3月場所・落合の場合
2023年1月場所では、幕下15枚目格付出の落合（伯桜鵬）が7戦全勝（うち1番が不戦勝）で先述の下田以来の幕下優勝を果たしたことで、落合の十両昇進の可否について取り沙汰されることとなった。場所後に行われた翌3月場所の番付編成会議では落合の十両昇進が決定し、昭和以降で最速所要1場所での関取昇進となった。

### 付出力士の取組編成上の扱いの例
2016年3月場所で制度創設後初めての三段目付出力士として初土俵を踏んだ石橋（朝乃山）と小柳（豊山）の場合は、初日にいきなり対戦が組まれたが、本来は三段目の実力を持っているのか否かを確認するための付出制度であったという理由から、このような取組編成は間違いであったとされている。次に同じ場所で複数人が三段目付出として初土俵を踏んだ2017年3月場所では、若隆景渥と村田亮（朝志雄亮賀）の直接対決はすぐには組まれなかったが、両者とも4連勝として勝ち越した時点で、三段目相応の実力を持っていると判断されて5番目で直接対決が組まれた。2000年以前の幕下最下位格付出時代も複数の場合は1番相撲から直接対決が組まれることはなく同様の措置が取られていた。しかし菅野（栃武蔵）、西川（豪ノ山）登輝の2名が三段目付出で初土俵を踏んだ2021年3月場所では1番相撲から両者の対戦が組まれた。その後は再び1番相撲での付出同士の対戦は避けられており、制度の再変更により幕下最下位格付出が再び導入された2024年以降も同様の措置が取られていたが、行徳康祐・浦山秀誠・花岡真生の3名が幕下最下位格付出で初土俵を踏んだ2025年5月場所では1番相撲で浦山と花岡の対戦が組まれるなど、方針は一貫していない。

### 取組編成上の東西の扱い
幕下付出・三段目付出の力士は、取組編成上では番付の東に載っている力士と見なして東西が割り振られるが、幕下付出同士・三段目付出同士の取組の場合の東西を決める規則はない。

## 幕下付出の場所で優勝した力士（昭和以降）
- 昭和13年春場所 櫻錦（小結・櫻錦利一）[注釈 15]
- 昭和35年5月場所 大塚（小結・豊國範）
- 昭和45年1月場所 輪島（横綱・輪島大士）
- 昭和53年3月場所 長岡（大関・朝潮太郎）
- 平成5年1月場所 尾曽（大関・武双山正士）
- 平成8年1月場所 熊谷（小結・海鵬涼至）
- 平成10年7月場所 竹内（大関・雅山哲士）
- 平成18年5月場所 下田（幕下・下田圭将）
- 令和5年1月場所 落合（幕内・伯桜鵬哲也）

### 優勝同点（平成以降）
- 平成2年5月場所 長尾（小結・舞の海秀平）
- 平成9年3月場所 玉力道（幕内・玉力道栄来）
- 平成15年1月場所 内田（小結・普天王水）